# Echipa națională de rugby a Uruguayului
Echipa națională de rugby a Uruguayului reprezintă Uruguayul în meciurile internaționale de rugby din anul 1948. Echipamentul tradițional al echipei este format din tricouri albastre deschis, șorturi negre și jambiere negre. Evoluează în Campionatul Sud-American de Rugby, pe care l-a câștigat în 1981. A participat de trei ori la Cupa Mondială de Rugby (în 1999, 2003 și 2015). 

## Palmares
| Palmaresul la Cupa Mondială | Palmaresul la Cupa Mondială | Palmaresul la Cupa Mondială | Palmaresul la Cupa Mondială | Palmaresul la Cupa Mondială | Palmaresul la Cupa Mondială | Palmaresul la Cupa Mondială | Palmaresul la Cupa Mondială |                | Calificările la Cupa Mondială | Calificările la Cupa Mondială | Calificările la Cupa Mondială | Calificările la Cupa Mondială | Calificările la Cupa Mondială | Calificările la Cupa Mondială |
| An                          | Loc                         | Jucate                      | Victorii                    | Egalități                   | Înfrângeri                  | Pct M                       | Pct P                       | J              | V                             | E                             | Î                             | M                             | P                             |                               |
| --------------------------- | --------------------------- | --------------------------- | --------------------------- | --------------------------- | --------------------------- | --------------------------- | --------------------------- | -------------- | ----------------------------- | ----------------------------- | ----------------------------- | ----------------------------- | ----------------------------- | ----------------------------- |
| 1987                        | Nu a fost invitată          | Nu a fost invitată          | Nu a fost invitată          | Nu a fost invitată          | Nu a fost invitată          | Nu a fost invitată          | Nu a fost invitată          | —              | —                             | —                             | —                             | —                             | —                             |                               |
| 1991                        | Nu s-a înscris              | Nu s-a înscris              | Nu s-a înscris              | Nu s-a înscris              | Nu s-a înscris              | Nu s-a înscris              | Nu s-a înscris              | Nu s-a înscris | Nu s-a înscris                | Nu s-a înscris                | Nu s-a înscris                | Nu s-a înscris                | Nu s-a înscris                |                               |
| 1995                        | Nu s-a calificat            | Nu s-a calificat            | Nu s-a calificat            | Nu s-a calificat            | Nu s-a calificat            | Nu s-a calificat            | Nu s-a calificat            | 3              | 2                             | 0                             | 1                             | 91                            | 28                            |                               |
| 1999                        | Fază grupelor               | 3                           | 1                           | 0                           | 2                           | 42                          | 97                          | 9              | 6                             | 0                             | 3                             | 209                           | 188                           |                               |
| 2003                        | Fază grupelor               | 4                           | 1                           | 0                           | 3                           | 56                          | 255                         | 6              | 3                             | 0                             | 3                             | 115                           | 144                           |                               |
| 2007                        | Nu s-a calificat            | Nu s-a calificat            | Nu s-a calificat            | Nu s-a calificat            | Nu s-a calificat            | Nu s-a calificat            | Nu s-a calificat            | 6              | 2                             | 0                             | 4                             | 86                            | 140                           |                               |
| 2011                        | Nu s-a calificat            | Nu s-a calificat            | Nu s-a calificat            | Nu s-a calificat            | Nu s-a calificat            | Nu s-a calificat            | Nu s-a calificat            | 6              | 3                             | 1                             | 2                             | 194                           | 107                           |                               |
| 2015                        | -                           | -                           | -                           | -                           | -                           | -                           | -                           | 8              | 6                             | 1                             | 1                             | 239                           | 146                           |                               |
| Total                       | 2/5                         | 7                           | 2                           | 0                           | 5                           | 98                          | 352                         | 38             | 22                            | 2                             | 14                            | 934                           | 753                           |                               |